# Grondmechanica

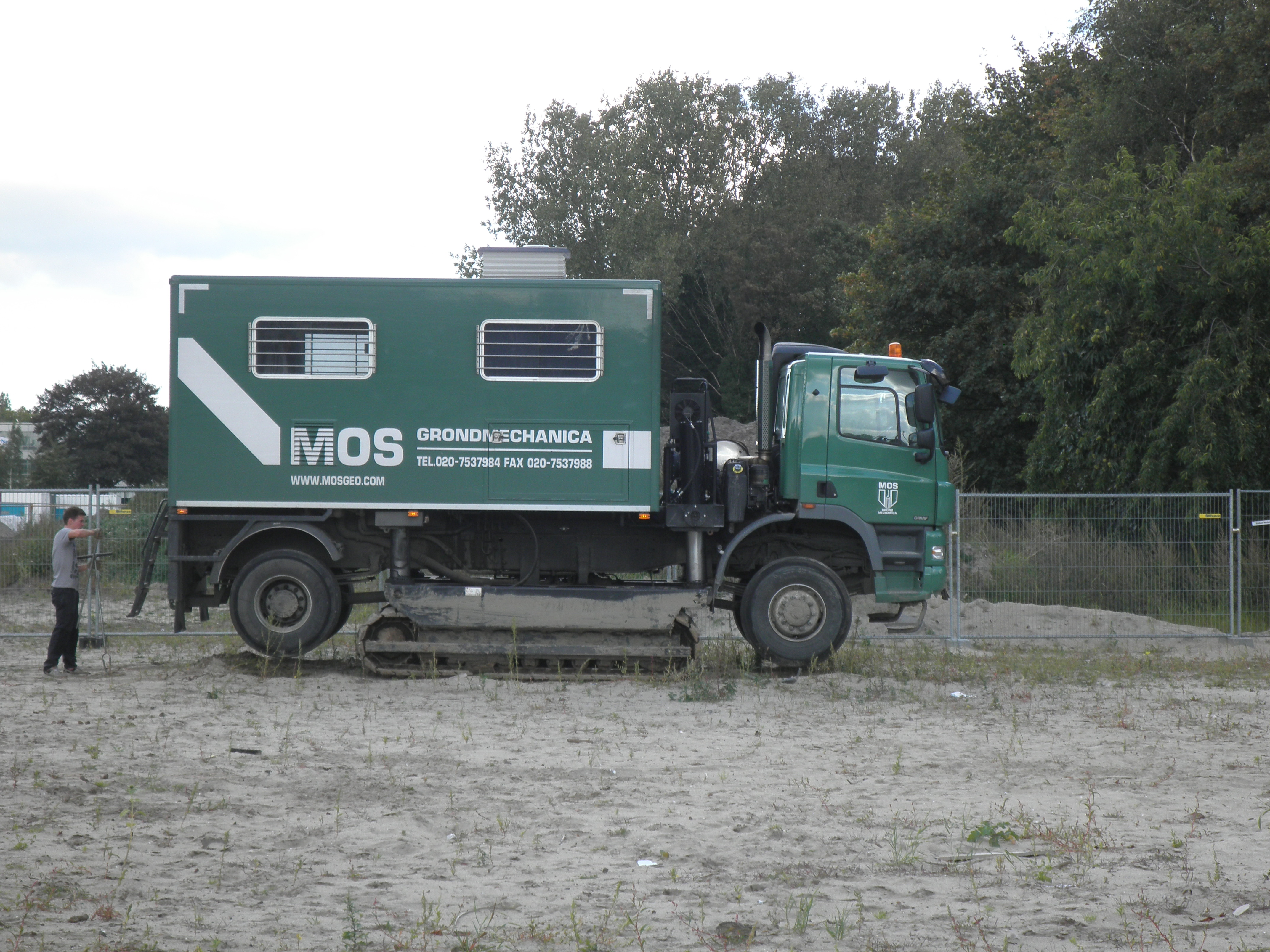
Grondmechanica meetwagen

Grondmechanica is de wetenschap die zich bezighoudt met de stabiliteit van grondstructuren als deze belast worden.

## Geschiedenis

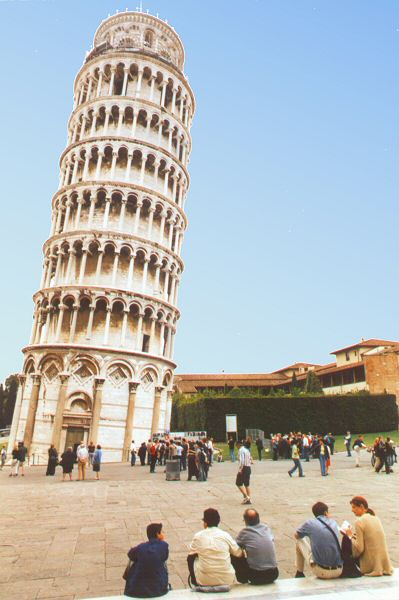
Grondmechanisch liep er bij de toren van Pisa wat mis, men hield geen rekening met de (differentiële) zettingen van de ondergrond.

Verschillende onderzoekers hebben meegeholpen aan de ontwikkeling van de grondmechanica, de belangrijkste zijn:
- Charles-Augustin de Coulomb (1736-1806): Frans officier bij de genie, niet alleen bekend voor zijn bijdragen in de elektriciteit en het magnetisme, maar hij was ook de eerste om de stabiliteit van vestingsmuren te onderzoeken.
- Henry Darcy (1803-1858): Frans ingenieur, die de eerste wetten over de grondwaterstroming heeft opgesteld (oa. wet van Darcy).
- Karl von Terzaghi (1883-1963): grondlegger van verschillende fundamentele begrippen en berekeningstechnieken in de grondmechanica, zoals het berekenen van zettingen, consolidatie, schuifsterkte, ...
- Albert Sybrandus Keverling Buisman (1890-1944): grondlegger van de grondmechanica in Nederland en mede-oprichter van het Laboratorium voor Grondmechanica
- Edward Edmond De Beer (1911-1994): grondlegger van de grondmechanica in België.

## Eigenschappen grond
Mineralogische samenstelling
Korrelverdeling (granulometrie)
De korrelverdeling wordt bepaald door een zeefproef (grofkorrelig materiaal) of bezinkingsproef (fijnkorrelig materiaal), en eventueel met behulp van laserdiffractie. Hoewel de laatste methode de nauwkeurigste is, werden de classificaties opgesteld met de andere methodes.
Dichtheid (verdichtingsgraad)
Hoe dichter de korrels op elkaar gepakt zijn, hoe stijver de grond en hoe beter het draagvermogen. Bij de aanleg van wegen (bijvoorbeeld landingsbanen) wordt grondmateriaal gebruikt met een relatieve dichtheid (dichtheid op maximale dichtheid) van minstens 90%.
Consistentie
Wordt gekarakteriseerd door de Atterbergse grenzen (krimpgrens, uitrolgrens, vloeigrens) en de plasticiteitsindex, die sterk afhankelijk van het watergehalte zijn.
De parameters kunnen met verschillende proeven gemeten worden, zoals bijvoorbeeld met de triaxiaalproef. Zo wordt de vloeigrens met het apparaat van Casagrande bepaald.
Classificatie in grondsoort
Afhankelijk van de korrelverdeling en de plasticiteitsindex kan met behulp van classificeertabellen het grondtype bepaald worden (bijvoorbeeld zandhoudend grindhoudend leem). Een voorbeeld van zo'n tabel wordt hieronder gegeven.
| plasticiteitsindex | overwegende fractie | verband leem-klei | benaming                                 |
| ------------------ | ------------------- | ----------------- | ---------------------------------------- |
| >0,25              |                     |                   | klei                                     |
| 0,15-0,25          | II > 50% III+IV     |                   | leem zandhoudende klei                   |
| 0,05-0,15          | II III+IV           | I>IIa I<IIa       | leem kleihoudend zand leemhoudend zand   |
| <0,05              |                     | I>IIa I<IIa       | weinig kleihoudend zand leemhoudend zand |

## Spanningen

### Effectieve spanning en poriënwaterspanning
Niet alle spanning die op een grond werken wordt volledig opgenomen door de korrels zelf. Een deel ervan wordt opgenomen door de hydrostatische druk Δ u  van het aanwezige water. Voor de grondmechanica is niet de "totale spanning" (p) van belang, maar wel de "effectieve spanning" (p' ). Deze kan berekend worden als:
{\displaystyle p'=p-\Delta u}
Of op een diepte z onder het freatisch vlak:
{\displaystyle p'=p-\rho _{\text{water}}.g.z}

### Effect spanningen
Net als elastische materialen, zal een spanning die aangebracht wordt op een bodem leiden tot het optreden van rek.
Wanneer de gronddruk stijgt, wordt in een eerste fase de volledige drukstijging in het materiaal opgenomen door de waterspanning. Deze waterspanning zal verdwijnen doordat het teveel aan water het materiaal verlaat. Op die manier daalt het volume van het grondmonster, de primaire consolidatie. Verder stijgt de effectieve spanning (immers de waterspanning neemt af).
Wanneer het teveel aan waterspanning is verdwenen, zal het monster verdere veranderingen ondergaan doordat de structuur van het materiaal verandert. Dit (traag) inkrimpen van de grond is de secundaire consolidatie.

### Berekenen stijging spanningen
Gegeven een bepaalde belasting op grondniveau (puntvormig, lijnlast , vlaklast) bestaan er formules om de spanningstoename in de grond in functie van de diepte en de plaats te bepalen.
Voor een puntvormige belasting kan de spanning berekend worden met de formule {\displaystyle \Delta _{z}\sigma ={\frac {I.P}{z^{2}}}}, met P de puntbelasting, I een factor afhankelijk van de diepte en plaats ten opzichte van de belasting, en z de diepte).